# Lapptjärnarna, Norrbotten
Lapptjärnarna är en sjö i Piteå kommun i Norrbotten och ingår i Rosåns huvudavrinningsområde.